# Kostel svatého Petra a Pavla (Lysice)
Kostel svatého Petra a Pavla v Lysicích je farním kostelem římskokatolické farnosti Lysice. Je chráněn jako kulturní památka České republiky.

## Historie
Patronátní právo náleželo tomu kdo kostel postavil, nebo jeho dědicům či jiným nabyvatelům. V roce 1398, odkud pochází první zmínka, bylo patronátní právo rozděleno mezí čtyři bratry z Rychvaldu. Kolem kostelíku byl hřbitov a fara. O stáří kostela svědčí i známky přechodu slohu románského do gotického.
Matriky jsou vedeny od roku 1657. Od roku 1527 až do roku 1634 se lysické panství ocitlo v držení rodu Černických z Kácova a Březnických z Náchoda. Tak se chrám dostal v državu Jednoty bratrské. A to až do rekatolizace, která započala v roce 1625, kdy Jiří Březnický přestoupil na katolickou víru a povolal do Lysic dva jezuity.
Roku 1697 byl vnitřek kostela vydlážděn a střecha nově pokryta šindelem. Roku 1707 byly zhotoveny nové schody na věž a na věži umístěny věžní hodiny, v roce 1719 však byly odstraněny. V roce 1716 – 1717 byla znovu opravena střecha. V letech 1782 – 1784 byl kostel prodloužen o rotundu a kněžiště. Kostel byl rozšířen o obě sakristie s oratořemi pro panstvo, kněžiště a v západní části kostela o kůr. Na lodní straně nechali Emanuel a Jan Piati umístit znak svého rodu. Od přestavby chrámu je lysický kostel 35 metrů dlouhý a v úrovni lavic 10 metrů široký. Roku 1786 byl takto rozšířený kostel znovu vysvěcen. Zbytek staré stavby byl roku 1806 značně zvýšen tak, aby dobře navazoval na novostavbu.
Dle záznamů ve farní kronice byly v roce 1918 v činnosti tři zvony. Roku 1930 bylo provedeno vymalování kostela a pozlacení všech soch. Oprava venkovní fasády a výměna zčernalé dlažby okolo oltáře za dlažbu z umělého kamene byla provedena roku 1934. V roce 1959 byla vyměněna nová krytina na kostele. V letech 1961 – 1962 provedena nová fasáda kostela a vymalování vnitřku kostela. Zařízení pro elektrický pohon velkých zvonů bylo uvedeno do provozu v roce 1968.

## Galerie

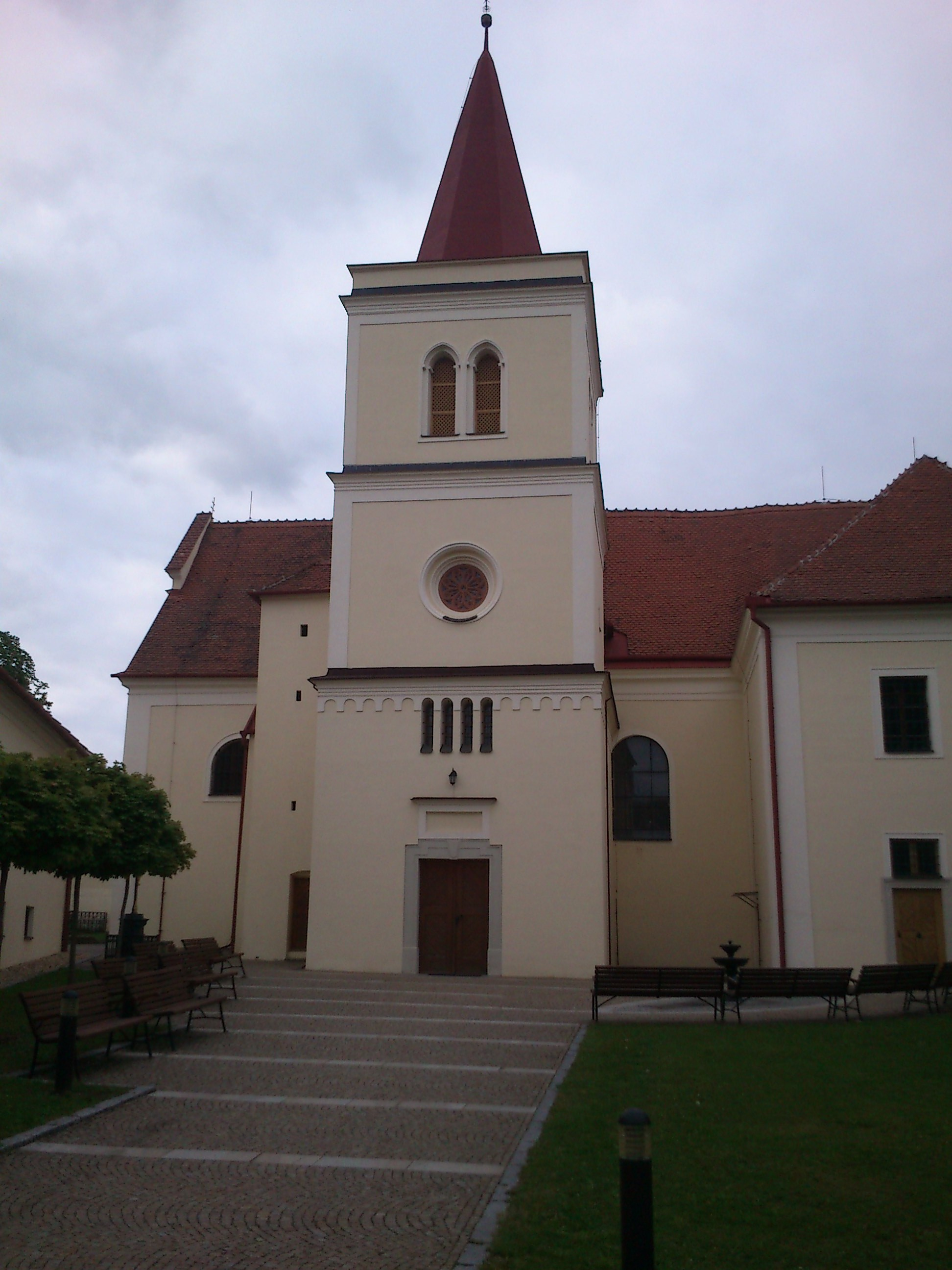
Pohled zepředu
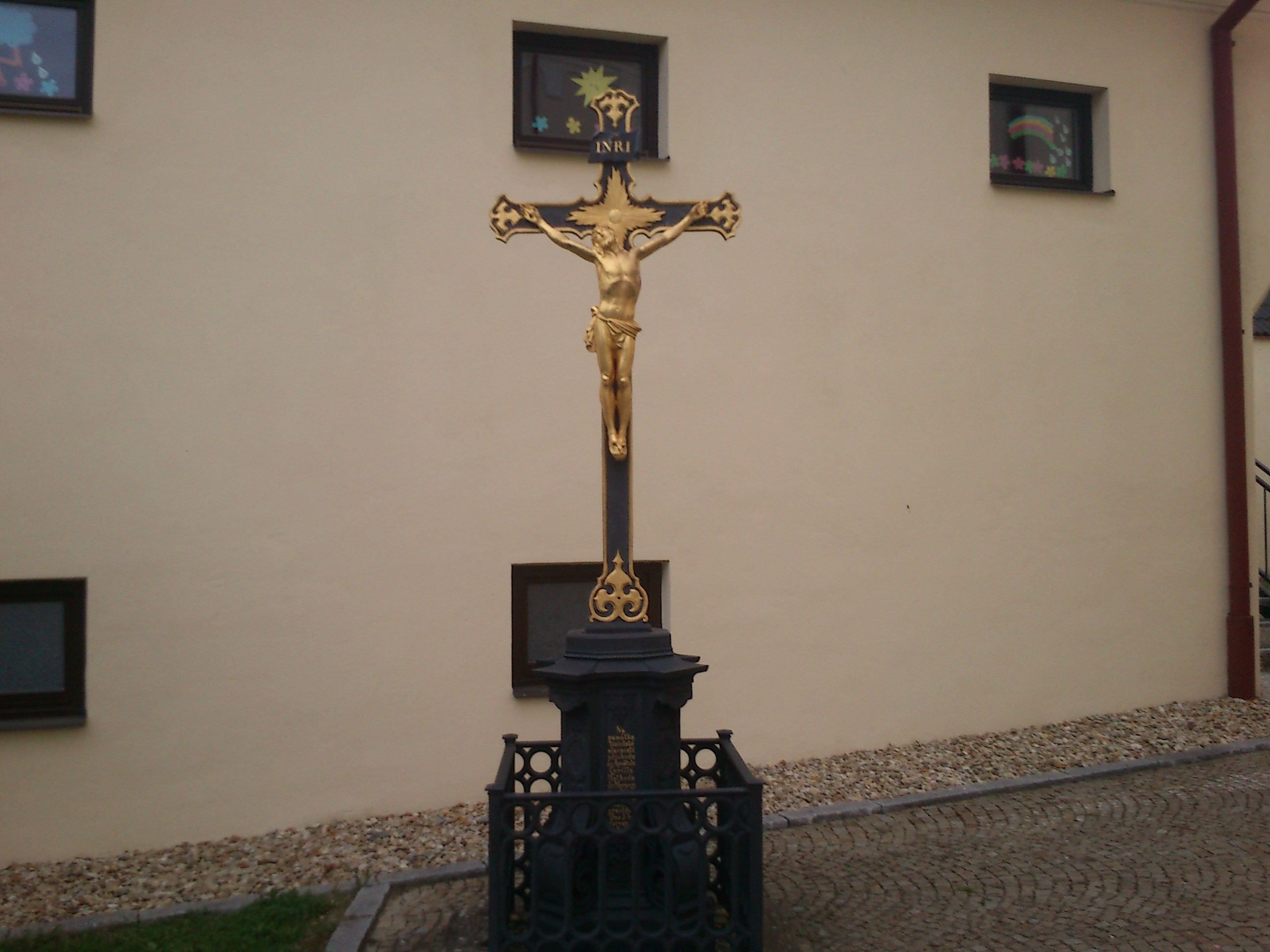
Kříž před kostelem
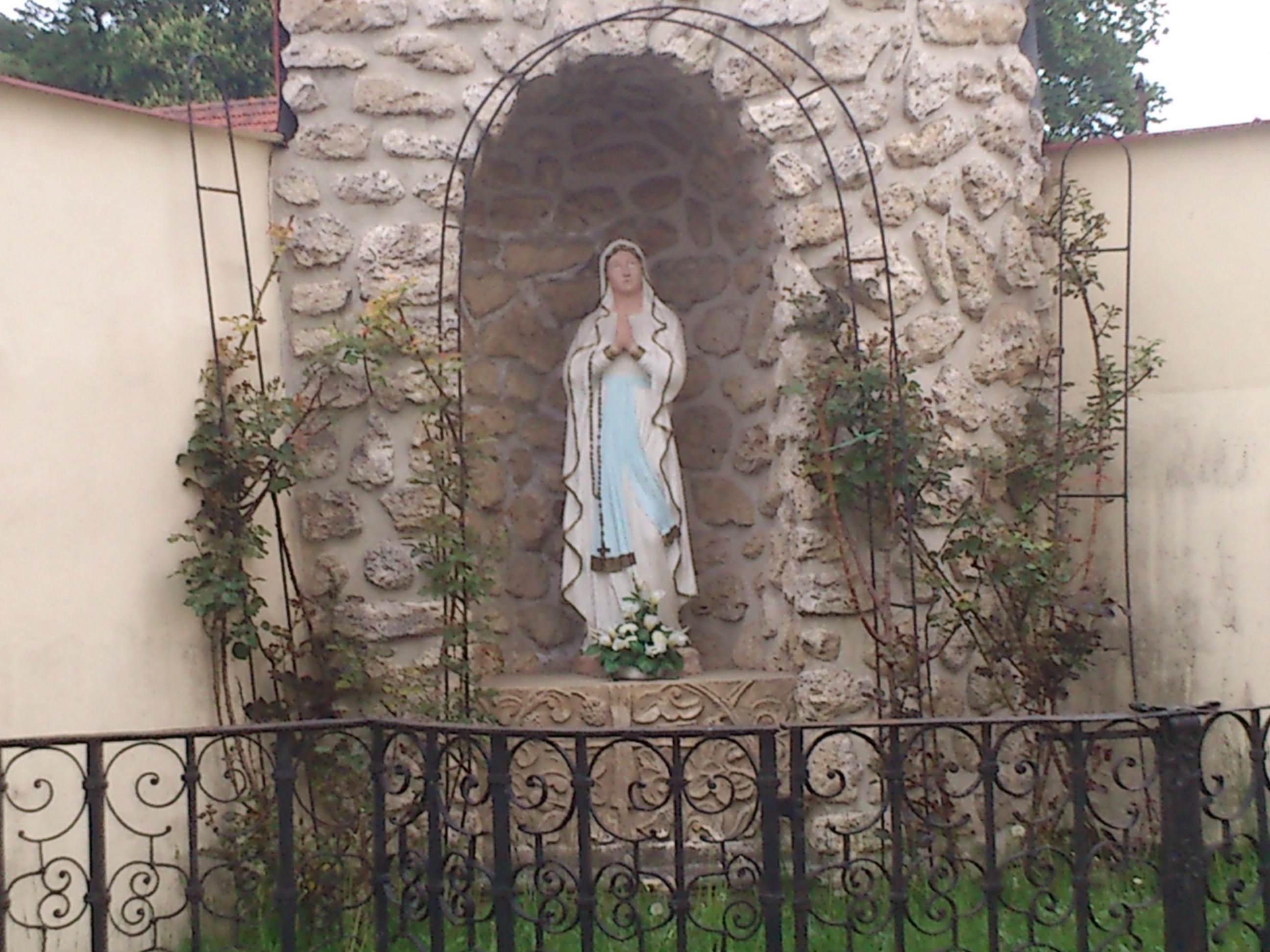
Socha panny Marie za kostelem